# فرندز (فصل ۱)
فرندز (انگلیسی: Friends) فصل اول فرندز، یک کمدی موقعیت که توسط دیوید کرین و مارتا کافمن ساخته شد، در ان‌بی‌سی از ۲۲ سپتامبر ۱۹۹۴ پخش شد. فرندز توسط کوین اس برایت، در همکاری با استودیوهای تلویزیون برادران وارنر تهیه شده‌است. فصل اول شامل ۲۴ قسمت است و تا ۱۸ مه ۱۹۹۵ پخش شد.

## بازخورد
بررسی‌های اولیه سریال عموماً مثبت بود. در لس آنجلس دیلی نیوز، ری ریچموند این سریال را به عنوان «یکی از کمدی های درخشان فصل جدید» نامیده شد، و لس آنجلس تایمز آن را بهترین سریال کمدی فصل جدید خواند.